# Dąbrowa (Lubaczów)
Pour les articles homonymes, voir Dąbrowa.
Dąbrowa est une localité polonaise de la gmina et du powiat de Lubaczów en voïvodie des Basses-Carpates.